# 孫謀 (崇禎進士)
孫謀（？年—1644年），號曉嶽，南直隶常州府宜兴县人。明末政治人物。

## 生平
孫謀是崇祯三年（1630年）庚午科应天乡试第四十二名舉人，七年（1634年）中甲戌科二甲二十六名进士，先在刑部观政，同年授户部云南司主事，八年（1635年）管理大通橋，十年（1637年）管理河西务钞关，同年丁忧归乡。十三年起补户部云南司主事，十五年补河北屯田推官。官至户部员外郎，主管天津屯田，流寇來到時服毒自殺而死。

## 家族
曾祖孫锡；祖孫景行，寿官；父孫枝正，庠生。